# Adolf Ebert
Georg Karl Wilhelm Adolf Ebert (Kassel, 1º giugno 1820 – Lipsia, 1º luglio 1890) è stato un filologo e storico della letteratura tedesco.

## Biografia
Wolf studiò a Marburgo, Lipsia, Gottinga e Berlino tra il 1840 e il 1843, e in seguito fu nominato professore presso l'Università di Marburgo e nel 1862 occupò la cattedra presso l'istituto di filologia romanza presso l'Università di Lipsia. Con Ferdinand Wolf fondò e curò il Jahrbuch für Romanische und Englische Literatur, fino al 1863, quando fu assunto Ludwig Lemcke.
Fu autore dei tre libri di "Allgemeine Geschichte der Literatur des Mittelalters im Abendlande" ("Storia generale della letteratura del Medioevo in Occidente").